# Hector Hodler
Pour les articles homonymes, voir Hodler.
Hector Hodler (1er octobre 1887 - 31 mars 1920) est un espérantiste suisse qui a eu une forte influence sur le mouvement espérantophone au début de celui-ci.

## Biographie

### Jeunesse
Hector Hodler nait le 1er octobre 1887 à Genève, en Suisse, de Ferdinand Hodler, artiste peintre, et d’Augustine Dupin, lavandière,. Né hors mariage, il passe les deux premières années de sa vie avec sa mère, jusqu’à ce que son père achève les procédures auprès de l’état civil pour le faire reconnaitre,. De 1894 à 1900, Hector Hodler réalise ses études primaires.

### Grève générale de 1902
En 1902, la grève générale éclate à Genève, alors que 44 traminots sont licenciés par une compagnie des transports désormais américaine. Hector Hodler, alors âgé de 15 ans, écrit un manuscrit de quatre pages dans lequel il défend les grévistes, attaque les opposants à la grève et présente son effarement face à la violente réaction des autorités. Il y dénonce également « une bande de millionnaires qui n’a qu’un but : l’argent, qu’un moyen : l’argent, qu’un idéal : l’argent ». Il conclut son propos par un message humaniste et anti-capitaliste.

« Et que la grève de 1902 soit le prélude d’une époque de puissance travailleuse ; qu’elle montre au capitalisme glouton qu’il y a autre chose que l’argent et les liasses de billets de banque : il y a l’homme qu’il faut respecter.
Voulons-nous être hommes ou bêtes, libres ou esclaves ? »

— Hector Hodler, La Grève

### Décrochage scolaire
En 1900, Hector Hodler rejoint le Collège Calvin jusqu’en 1907, sans finir ses études, n’ayant pas l’intention d’aller à l’université.

### Engagement
Hodler s’est intéressé particulièrement aux questions sociales, au pacifisme et à la protection des animaux. En 1916, il a écrit un ouvrage de 387 pages en français sur l’organisation pacifiste des hommes.

### Maladie et fin de vie

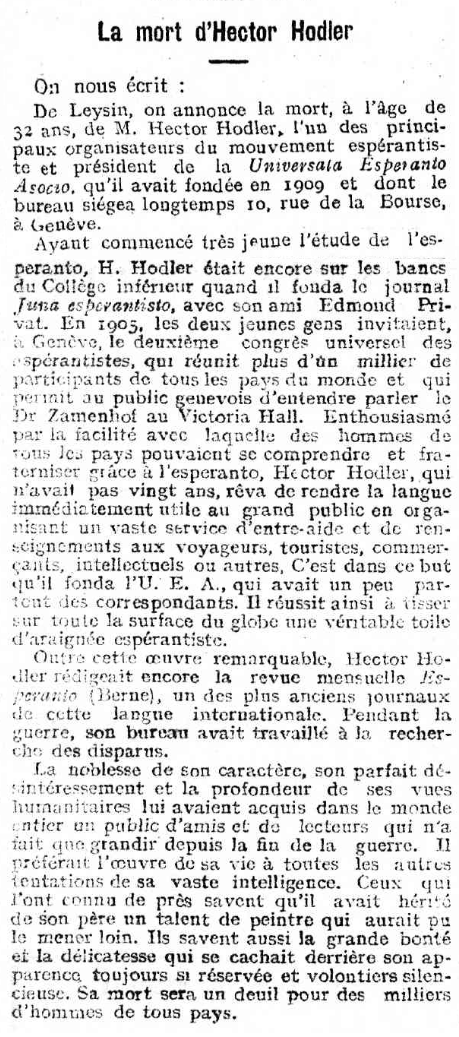
Article du 2 avril 1920 dans le Journal de Genève, annonçant la mort d’Hector Hodler.

En 1912, Hector Hodler contracte la tuberculose et effectue son premier séjour au sanatorium de Leysin. Il meurt de la maladie le 31 mars 1920 à Leysin,. Il est enterré au cimetière de Saint-Georges à Genève. Sa fortune est divisée en trois parts : un quart va à l’association universelle d’espéranto, un autre à la veuve de son père, Berthe Hodler, et le reste à son épouse et veuve, Émilie Hodler-Ruch. Le 2 avril 1920, le Journal de Genève publie un élogieux hommage nécrologique mettant en avant ses valeurs humanistes.

## Hector Hodler et la peinture

### En tant que modèle
Dès sa naissance, Hector Hodler apparaît aux côtés de sa mère dans une série de tableaux de Ferdinand Hodler. Dès 1905, il reçoit une formation artistique dans l’atelier de son père.

En 1912, il sert de modèle à l’orateur pour le tableau L’Unanimité. Il s’agit de sa dernière apparition dans une œuvre de son père.

Hector Hodler comme modèle pour son père
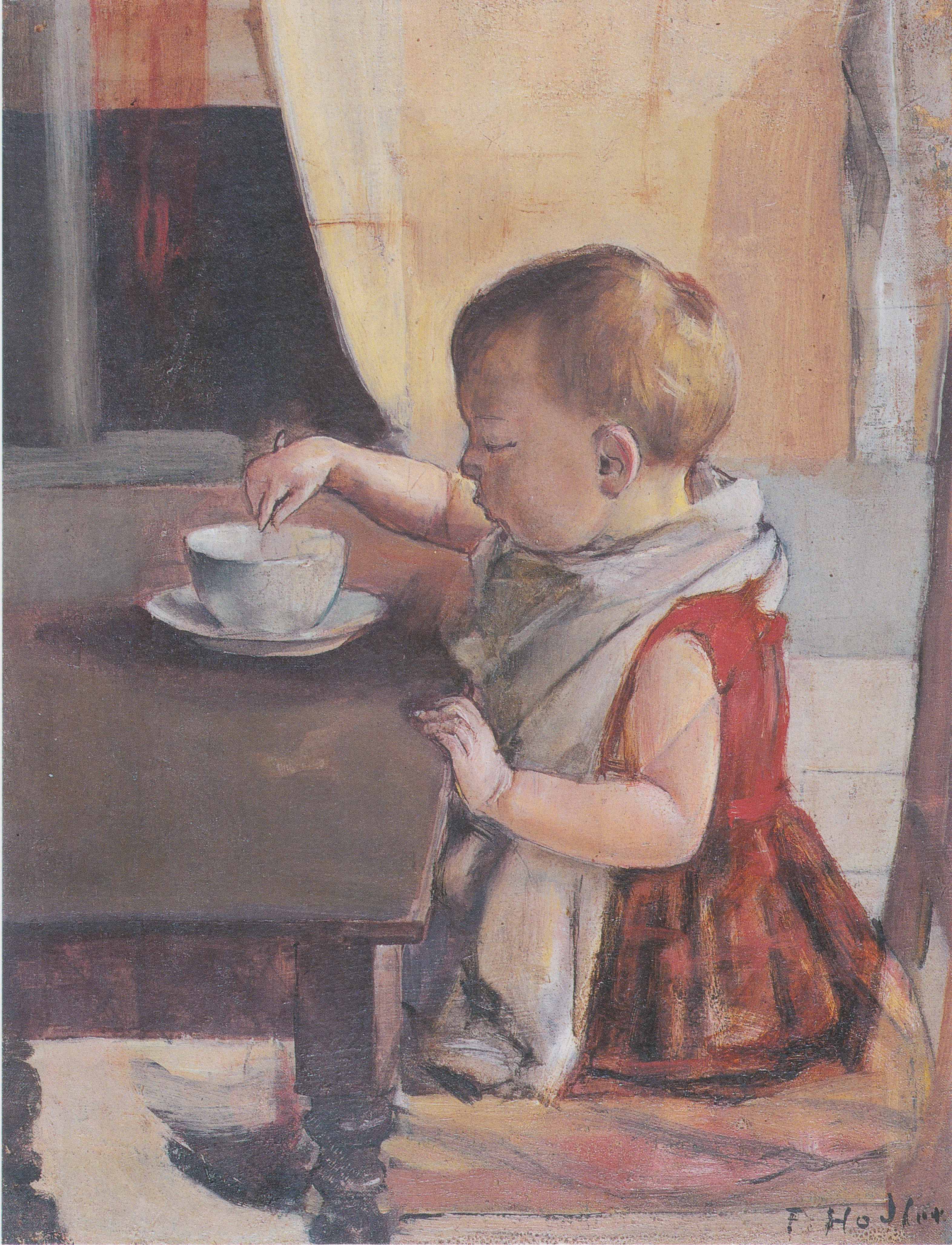
Kind am Tisch  (1889)
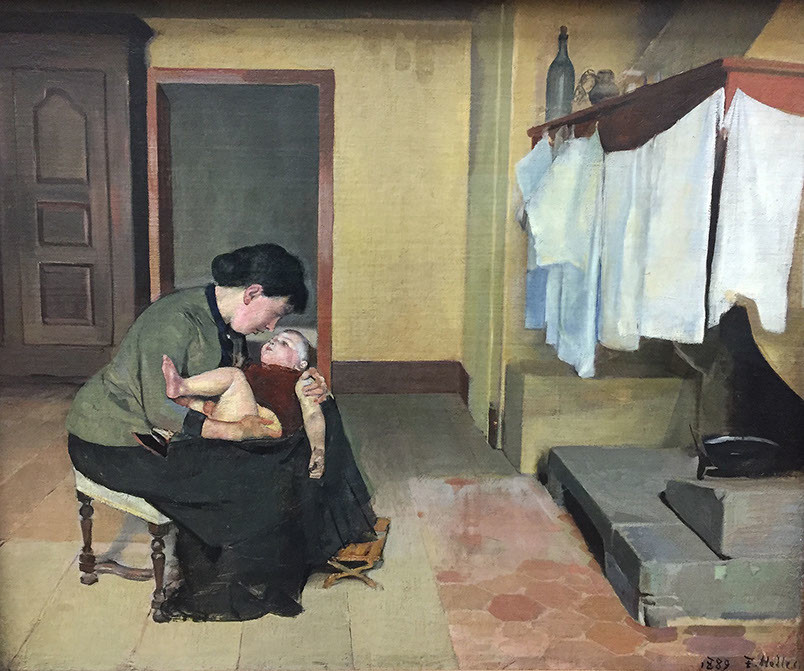
Mutter und Kind in der Küche (1889)
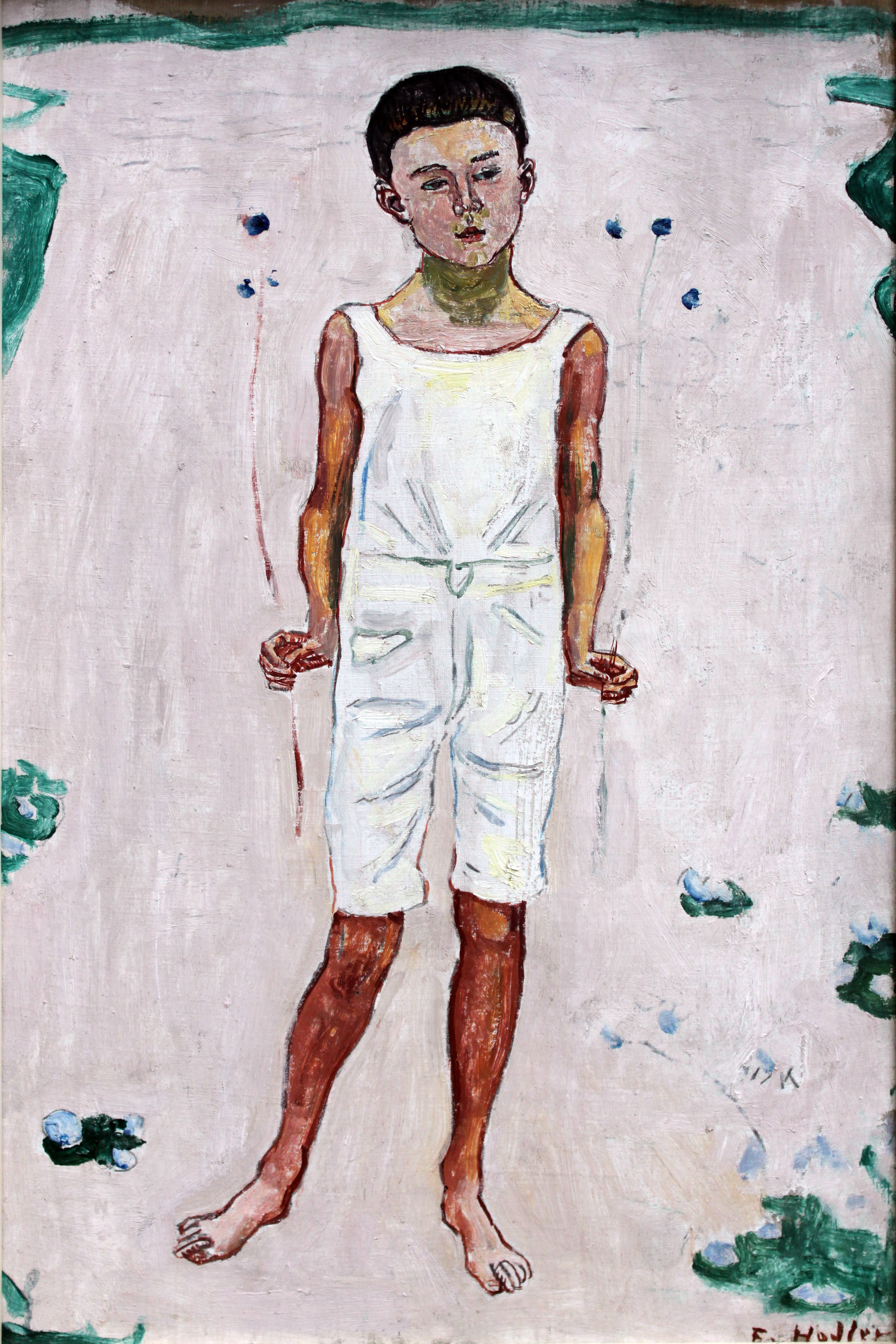
Enfance (1893)
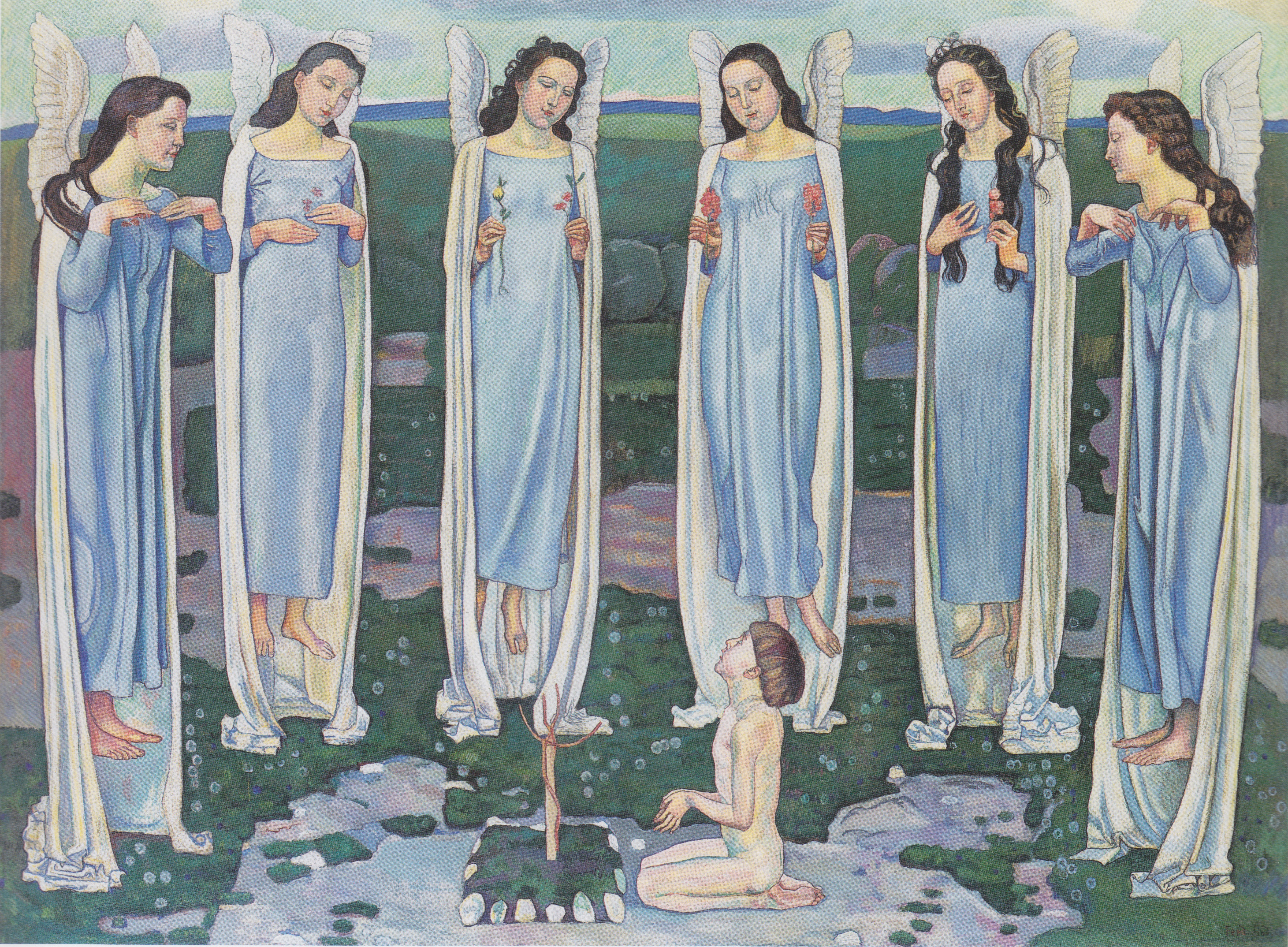
L’Élu (1894)
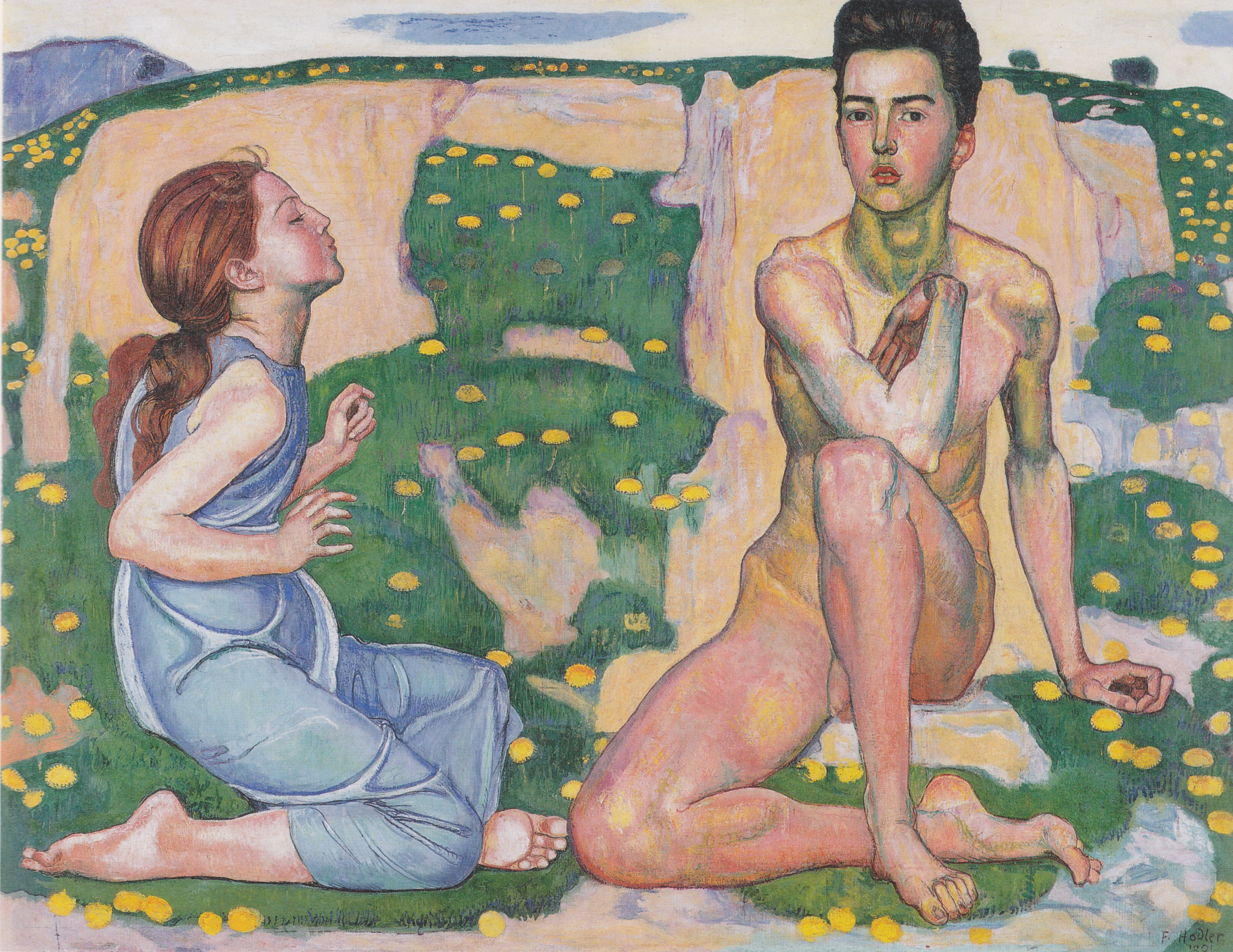
Le Printemps (1901)
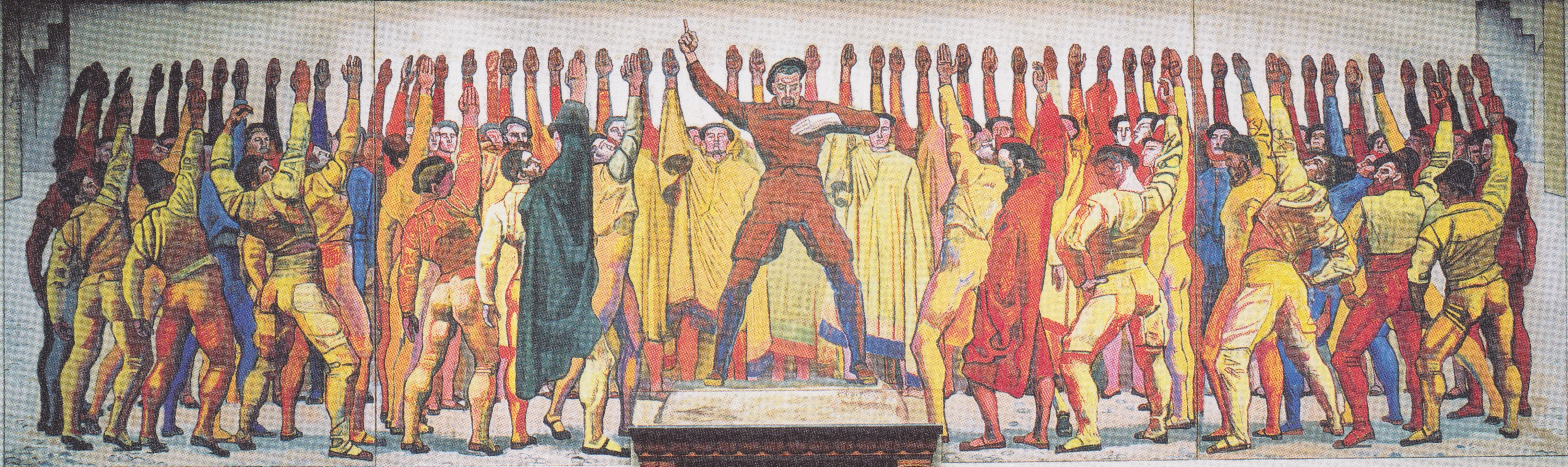
L’Unanimité (1913)

## Hector Hodler et l’espéranto
En 1903, à l’âge de 16 ans, Hector Hodler apprend l’espéranto avec son camarade d’école Edmond Privat, avec qui il cofonde le club des jeunes espérantistes de Genève, ainsi que la revue Juna Esperantisto (eo), destinée aux jeunes espérantistes,. Il a traduit en espéranto le roman de Bernardin de Saint Pierre Paul et Virginie (1905). Hodler et Privat étaient en contact avec le philosophe Ernest Naville.
En 1906, lors du deuxième Congrès mondial d'espéranto organisé à Genève par Hodler alors âgé de 19 ans et Privat alors âgé de 17 ans, il s’est intéressé aux idées d’organisation d’un système de consuls dans lequel il a vu la possibilité de réaliser son projet d’organiser un service d’entraide entre des hommes de bonne volonté. C’est le germe de la création de l’association mondiale d’espéranto.
Fin 1906, il rachète à Paul Berthelot sa revue Esperanto dont il sera le rédacteur jusqu’à sa mort en 1920. Cette revue existe encore actuellement comme organe officiel de l’Association mondiale d'espéranto.
L’idée d’un réseau de consuls a trouvé auprès de Rousseau, Carles et Hodler une oreille attentive et on a vu déjà en 1907 se constituer un groupe de 200 consuls. Le 28 avril 1908 a été fondée l’association mondiale d’espéranto, dont Hodler a été élu directeur général et vice-président. La même année, il est le premier à utiliser le terme « Espérantie », encore utilisé aujourd’hui pour désigner l’ensemble des pays où se trouvent les locuteurs de l’espéranto. Hector Hodler devient le président de l’association mondiale d’espéranto en 1919.

## Œuvres
- (eo) Bernardin de Saint-Pierre (trad. Hector Hodler), Paŭlo kaj Virginio [« Paul et Virginie »], Paris, 1905
- (eo) Alphonse Carles, Hector Hodler, Samuel Meyer et Théophile Rousseau, Konsuloj kaj Esperanto-oficejoj, Genève, 1907 (lire en ligne)

## Hommages et postérité
- En 1948, le centre documentaire de l'association universelle d'espéranto est nommé en son honneur après que Hector Hodler ait donné l'ensemble de ses livres à cette institution. La Bibliothèque Hector Hodler (eo) est désormais située à Rotterdam[1].
- En 1964, lors du décès de sa veuve, une partie de ses dessins est donnée aux musées de Berne, Genève et Zurich[1].
- L’Institut Ferdinand Hodler possède les Archives Jura Brüschweiler, au sein desquelles se trouve le fonds Hector Hodler.